# Сунна
Су́нна, або суна (араб. سنة — шлях, звичай, приклад, поведінка) — священне передання[уточнити] Ісламу, викладене у формі розповідей про вчинки й висловлювання пророка Мухаммада, приклади з його життя, його слова й оцінки з різних питань віри й життя. Сунна покликана служити зразком і настановою для окремого мусульманина та усієї громади. Сунна шанується всіма напрямками й течіями Ісламу як друге після Корану джерело віровчення й шаріату.
Спочатку сунна передавалася усно сподвижниками Мухаммада, а пізніше була зафіксована у вигляді хадисів у сунітів і ахбар у шиїтів. Сунізм, на відміну від шиїзму, вважає сунни такими ж богонатхненними, як і Коран.
Появу Суни відносять до другої половини VII – початку VIII століть. Основні збірники Суни укладені аль-Бухарі (810-870) та імамом Муслімом (817-875).

## Суна в мусульманському праві
Суна за значенням є другим після Корану основоположним джерелом мусульманського права. Переважна частина нормативних приписів Суни має казуальне походження. Багато з них збігаються з відповідними нормативами Корану.
За рівнем визначеності норми Суни поділяються на:
- приписи, які не допускають будь-якого тлумачення (у першу чергу - правила канонічного характеру);
- приписи, які не досить чітко визначені й тому можуть по-різному тлумачитися.

## Суна в шаріаті
Під сунною в шаріаті розуміють вчинки, здійснення яких є бажаним, але не обов'язковим. Це обов'язки, які, згідно з переданням, виконував сам пророк Мухаммед. Така «сунна» складається з двох частин:
- правила, які потрібно виконувати постійно, пропускаючи лише у вкрай рідких випадках — наприклад, «сунна» ранкового, перша й друга «сунна» полуденного, «сунна» вечірнього й друга «сунна» нічного намазів;
- правила, які можна виконувати час від часу — наприклад, «сунна» післяполуденної молитви й перша «сунна» нічної молитви.

## Сунна й Коран
Проблема співвідношення сунни й Корану займає важливе місце в трактатах з основ релігії (усуль ад-дін). У 9-10 ст. в працях з основ фікха обговорювалося питання допустимості інших джерел рішення правових казусів, окрім Корану й сунни.